# Zdrojek (powiat działdowski)
Zdrojek – wieś w Polsce położona w województwie warmińsko-mazurskim, w powiecie działdowskim, w gminie Lidzbark.
Wierni kościoła rzymskokatolickiego należą do parafii św. Wawrzyńca w Starym Dłutowie.
Wieś założona została w XIX wieku. W latach 1975–1998 miejscowość administracyjnie należała do województwa ciechanowskiego.